# 川越孝悦
川越 孝悦（かわごえ たかよし、1949年8月4日 - 2021年12月19日）は、日本の走幅跳の選手。
1972年ミュンヘンオリンピックに出場した。1972年と1974年には日本陸上競技選手権大会の男子走幅跳に優勝している。

## 参照資料
1. ↑  “Olympics”.   sports-reference. 2012年5月19日閲覧。